# 土間

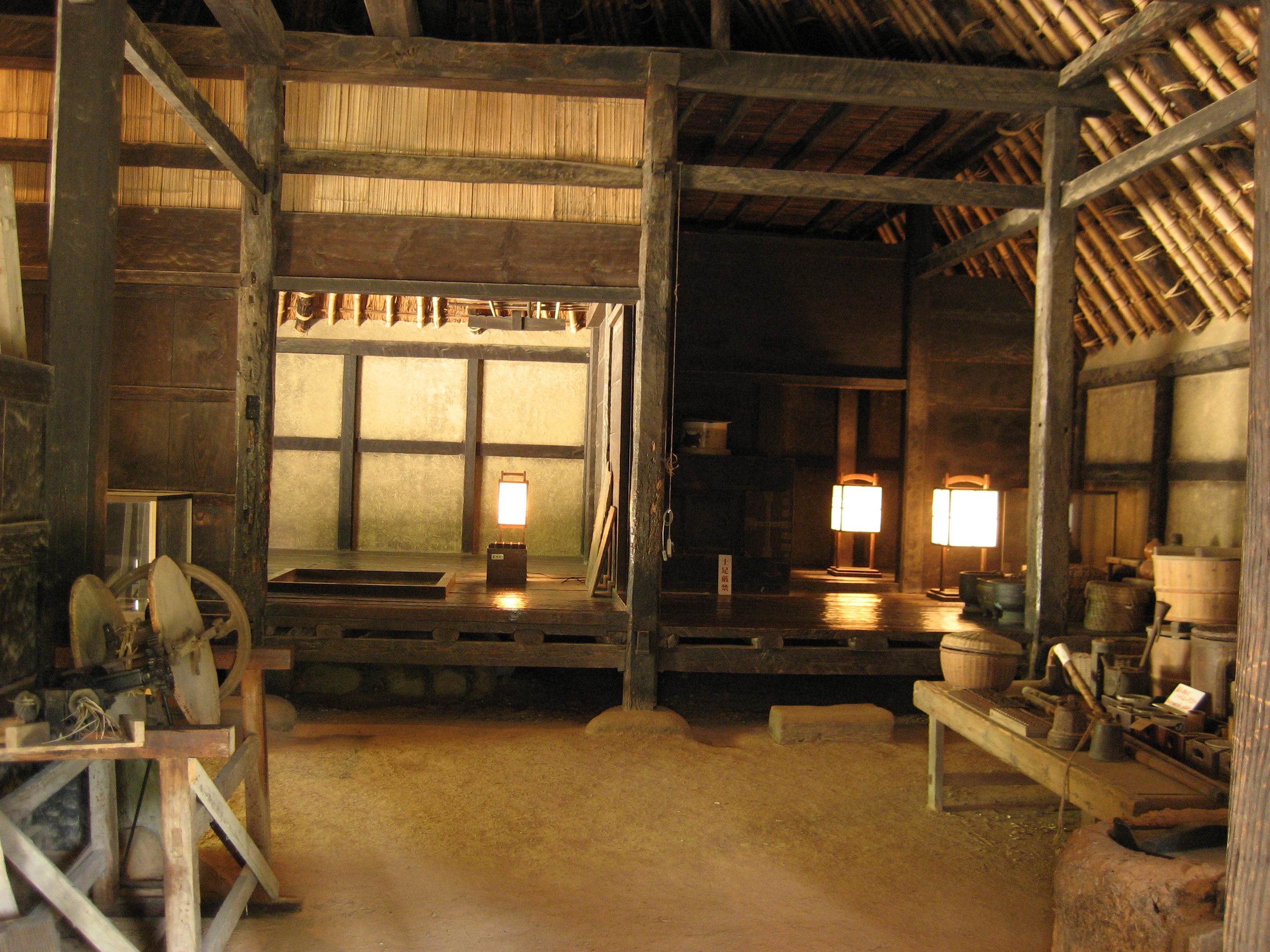
土間（箱木家住宅）

土間（どま）は、家屋内にあって床板を敷かずに、地面のままか三和土（、漆喰を塗り固めた床）にした空間。主に玄関近くに設けられ、屋内では靴を脱ぐ習慣がある日本などにおいても、土間は土足のまま屋外と出入りでき、台所や作業場、土汚れがつくもの保管場所などとして使う。

## 概説
土間は板敷と対比され、土間は石、三和土（たたき）、現代ではコンクリートなどで仕上げられる。コンクリートを打つ場合は土間コンクリートという。
中国の少数民族である土家族（とうちゃぞく）の住居やミクロネシアのポンペイ島の村の集会所には土間と板敷の区別がみられるが、履物を履いたまま出入りする空間であり、土間と板敷の区別は明確ではない。一方、日本の土間は家屋内にはあるが履物を脱がず、板敷に上がるときに履き物を脱ぐことから、土間と板敷に生活面での明確な違いがある。
土間と板敷の中間的な様式もあり、インドネシアには土間に板を敷いて寝台にする文化がみられた。また、日本の東北地方には土間の一角に5cm程度のもみ殻をまき莚を敷く土座がみられた。
なお、ヨーロッパの住居では床は石敷きやコンクリートなどであり、土間と板敷のような区別はない。

## 南方民族の住居
ポンペイ島の伝統的な住居の竈は母屋ではなく別棟にあり、屋根と柱だけで壁も扉もない開放的な造りで、日本の土間のように壁で囲まれた閉鎖的なものではない。一方、ポンペイ島の伝統的な住居では煙道のない、囲炉裏のようなものが土間にみられる。
なお、日本の南西諸島にも別棟に土間がある様式がみられるが、ポンペイ島のような開放的な土間ではないことからつながりは薄いと考えられている。

## 日本家屋の土間

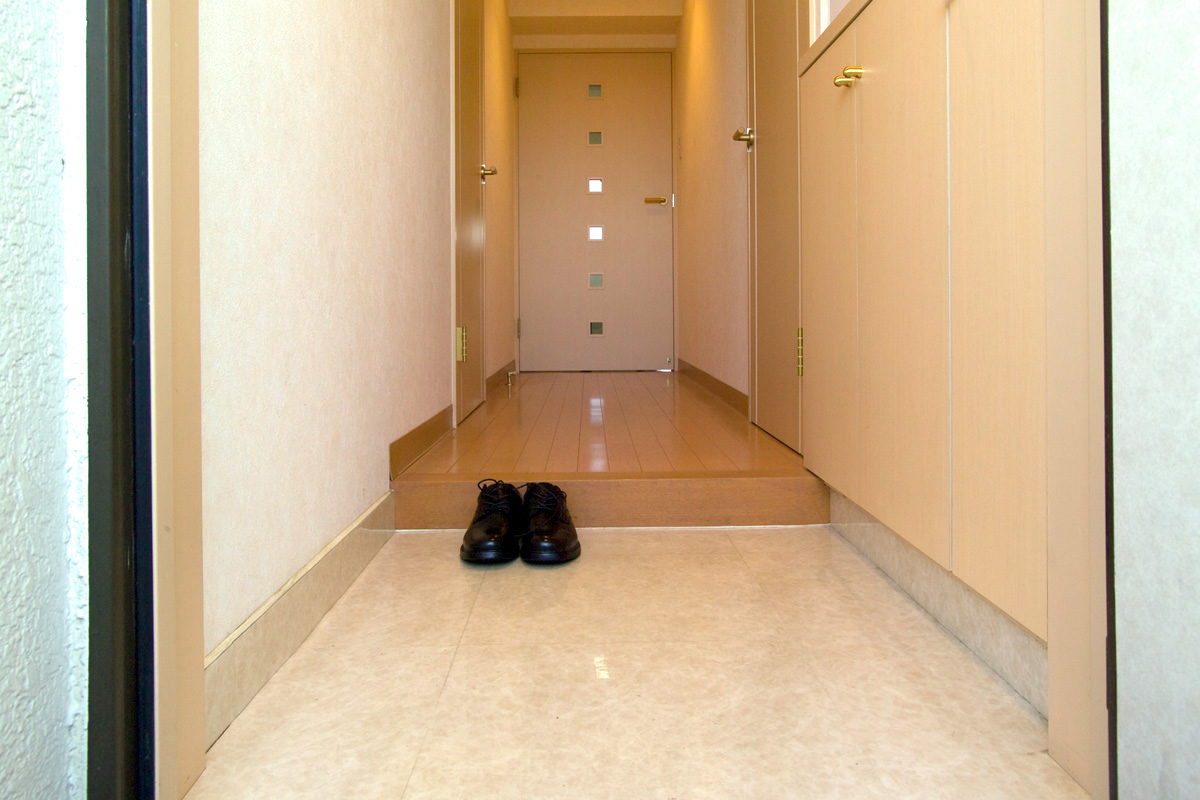
現代の家の玄関。土間は靴を脱いだり履いたりする場所となっている。

日本家屋では「屋内では靴を脱ぐ」という生活習慣があるが、土間に限っては土足のままでもかまわない。日本家屋の土間は履物を脱がず、板敷に上がるときに履き物を脱ぐことから、土間と板敷が生活面で明確に区別されている特徴がある。
日本の住居の系統には北方から伝来したと考えられる竪穴建物と南方から伝来したとされる高床建物があり、縄文時代には既に混在していたといわれており、その過程で土間の生活に板敷の生活を加えた様式が成立した。
日本でも板敷を中心とする生活様式に移行し、土間は玄関の靴脱場など極めて縮小される傾向があるが失われてはない。

### 主な用途

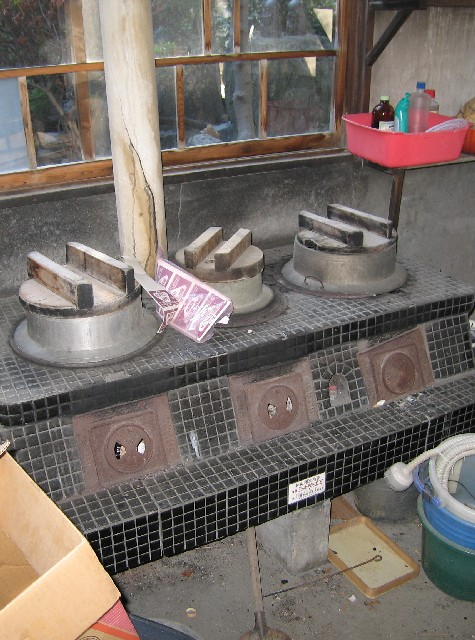
土間にある炊事場＝竈

町家では土間は通路に面して置かれていた。通路に面して土間を設けることで客人は商品を購入するために履物を履いたまま店に入ることができる。
一方、農家では農作業後に土間で食事をとったり、作物を乾燥させたり、わらじを編んだりする空間だった。

#### 作業場
雨天などの際に農機具や漁具の手入れを行う作業場として活用される。数畳から十数畳程度の広さを持ち、ござやすのこを敷いて座ったり、あるいは靴を脱いでそれらの上に立ったりもする。
ごみや埃の出易い作業をする上で、掃除の簡単に済ませられる土間を利用したと思われるが、その一方で古い農村部の日本家屋では、板の間がそのまま生活居住空間で作業場所は特別に設置しなかったため、汎用性のあるスペースとして利用されていたようだ。また、伝統的農村家屋では用途によって板をはめて板の間として使用したり、板をはずして土間として使用したりするスペースが設けられていることもある。

#### 炊事場
調理では火や水を多く使うことから、床が腐る心配がない・燃え移るものの少ない土間が必然的に利用された。また竈など火を使う設備を設置する上でも、土間の方が設置がし易く、火災予防の観点からも有効である。この為旧家などは炊事場が土間となっている事が多い。
なお、竈は簡易的な壁を回した離れなどに置くこともあり、炊事場を釜屋（かまや）と呼ぶ地方もある。

### 軍艦島の集合住宅
軍艦島（長崎県）の集合住宅は密集した団地であるが、作られた時代を反映して玄関に土間に相当する広い空間をもつものがある。また、ビルであるにもかかわらず地面から床面までの段差を大きくしてあるなど、過渡期の姿をとどめている。